# Yehoshua Kenaz
Yehoshua Kenaz, pseudonimo di Yehoshua Glass (Petah Tiqwa, 2 marzo 1937 – 12 ottobre 2020), è stato uno scrittore e traduttore israeliano.

## Biografia
Nato nella Palestina sotto mandato britannico nel 1937, primogenito di due fratelli (il secondo, Hilik, era di 13 anni più giovane), nell'adolescenza imparò a suonare il violino; studiò poi filosofia presso l'Università Ebraica di Gerusalemme e letteratura francese alla Sorbona di Parigi.
Fuy redattore della rivista letteraria Keshet (Arc) (rivista trimestrale, dove, nel 1960, pubblicò i primi racconti sotto lo pseudonimo di Othniel Avi) e di le'Sifrut Mahbarot, rivista mensile (nel 1980), oltre che del supplemento letterario del quotidiano Haaretz.
Tradusse in ebraico diversi classici della letteratura francese (Il rosso e il nero di Stendhal, e qualche libro di André Gide, François Mauriac, George Sand, Patrick Modiano, Henry de Montherlant, Honoré de Balzac, Gustave Flaubert, Georges Simenon).
Gli vennero assegnati nel 1991 il premio Alterman, nel 1992 il premio Newman, nel 1993 il premio Agnon, e il premio Bialik Akuma nel 1994 e nel 1995.
Nel 2007 il suo romanzo Non temere e non sperare fu scelto fra i dieci romanzi più importanti della letteratura israeliana dalla fondazione dello Stato. Da questo romanzo fu ricavato un lungometraggio per la regia di Dover Koshashvili. Un altro romanzo, Voci di muto amore, venne adattato per il cinema dal regista Jorge Gurevitch, mentre Ripristinando antichi amori ha ispirato il film francese Alila al regista israeliano Amos Gitai.
Kenaz è morto il 12 ottobre del 2020 all'età di 83 anni, vittima del COVID-19.

## Opere
- Dopo le vacanze (Aharei Ha-hagim, 1964)
- La	 grande donna dei sogni (HaIsha hagdolah min hakalomot, 1973), trad. di Antonio Di Gesù, Giuntina, Firenze 2005 ISBN 88-8057-223-7
- Fra la notte e l'alba (Moment musiqali, 1980), trad. di Margherita Rapin Pesciallo, Marsilio, Venezia 1998 ISBN 88-317-7014-4; come Momento musicale (1980), Giuntina, Firenze 2010 ISBN 978-88-8057-369-2
- Non temere e non sperare (Hitganvut yehidim, 1986), trad. di Shulim Vogelmann e Rosanella Volponi, Giuntina, Firenze 2013 ISBN 978-88-8057-513-9
- Voci di muto amore (Ba-derech Lahatulim, 1991), trad. di Alessandro Guetta, Anabasi, Milano 1994 ISBN 88-417-1015-2; Giuntina, Firenze 2006 ISBN 88-8057-253-9
- Ripristinando antichi amori (Mahzir ahavot qodmot, 1997), trad. di Elena Loewenthal, Arnoldo Mondadori Editore, Milano 1999 ISBN 88-04-45828-3; Giuntina, Firenze 2010 ISBN 978-88-8057-357-9
- Cortocircuito, trad. di Elena Loewenthal, Nottetempo, 2007 ISBN 978-88-7452-079-4
- Paesaggio con tre alberi (Nof Im Shlosha Etzim, 2000), trad. di Elena Loewenthal, Nottetempo, Roma 2009 ISBN 978-88-7452-188-3
- Appartamento con ingresso nel cortile (Dira Im Knisa Ba-Chatzer Ve-Sipurim Acherim, 2008), Giuntina, Firenze 2011 ISBN 978-88-8057-408-8